# Municipio de San Juan Lalana
El municipio de San Juan Lalana es uno de los 570 municipios que conforman al estado mexicano de Oaxaca. Pertenece al distrito de Choapam, dentro de la región Papaloapan. Su cabecera es la localidad homónima.

## Geografía
El municipio abarca 681.10 km² y se encuentra a una altitud promedio de 480 m s. n. m., oscilando entre 1700 m s. n. m. y el nivel del mar.
Colinda al norte con el municipio de Santiago Jocotepec y el estado de Veracruz, al este con Santiago Yaveo, al sur con el    municipio de Santiago Choápam y al oeste con Santiago Jocotepec y Santiago Choápam.

### Hidrografía
El municipio pertenece a la cuenca del río Papaloapan, dentro de la región hidrológica del Papaloapan. Dos tercios de su territorio se encuentran en la subcuenca del río de la Lala, poco menos de un tercio del mismo en la subcuenca del río Manso y cerca del 3% es abarcado por el río Trinidad.

### Clima
El clima de San Juan Lalana es cálido húmedo con abundantes lluvias en verano en dos tercios de su territorio y cálido húmedo con lluvias todo el año en el tercio restante. El rango de temperatura en el municipio es de 18 a 26 grados Celsius y el rango de precipitación es de 1500 a 4000 mm.

## Demografía
De acuerdo al último censo, realizado por el INEGI en 2010, en el municipio habitan 17 389 personas, repartidas entre 58 localidades. Del total de habitantes de San Juan Lalana, 12 303 dominan alguna lengua indígena.

### Grado de marginación
De acuerdo a los estudios realizados por la Secretaría de Desarrollo Social en 2010, dos tercios de la población del municipio viven en condiciones catalogadas de pobreza extrema. El grado de marginación del San Juan Lalana es clasificado como Muy alto.

### Localidades
El municipio incluye en su territorio un total de sesenta localidades. Las principales, considerando su población del censo de 2020 son:
| Localidad          | Población |
| Total Municipio    | 16 989    |
| San José Río Manzo | 1 739     |
| Ignacio Zaragoza   | 1 303     |
| Monte Negro        | 1 294     |
| San Lorenzo        | 1 148     |
| San Juan Lalana    | 403       |

## Política
El municipio se rige mediante el sistema de usos y costumbres, eligiendo gobernantes cada tres años de acuerdo a un sistema establecido por las tradiciones de sus antepasados.

### Representación legislativa
Para la elección de diputados locales al Congreso de Oaxaca y de diputados federales a la Cámara de Diputados federal, el municipio de San Juan Lalana se encuentra integrado en los siguientes distritos electorales:
Local:
- Distrito electoral local de 10 de Oaxaca con cabecera en San Pedro y San Pablo Ayutla.[10]

Federal:
- Distrito electoral federal 5 de Oaxaca con cabecera en Salina Cruz.[11]